# Особняк «Красная роза»
Особняк «Красная роза» (англ. Rose Red) — американский телесериал, который был снят по сценарию Стивена Кинга. В сериале рассказывается о мистическом особняке «Красная роза» и группе исследователей, которые пытаются документально доказать существование потустороннего мира. Действия в сериале происходят в 2001 году. В 2003 году вышла предыстория телесериала под названием «Дневник Эллен Римбауэр», который открывает серию смертоносных событий в окрестностях поместья «Красная роза», которые превращают Эллен из невинной и покорной жены в женщину, одержимую темными силами, населяющими дом.
Сериал не имеет отношения к роману Кинга «Роза Марена» (англ. Rose Madder).

## Сюжет
Основным местом событий является особняк «Красная роза», у которого имеется очень нехорошая история, связанная со множеством смертей и странных исчезновений людей каким-либо образом связанных с этим домом. Известно, что дом был построен в 1906 году, владельцем крупной нефтяной компании — Джоном Римбауером для своей жены Эллен Гилкрист, в качестве свадебного подарка. Особняк был построен в самом центре Сиэтла, штат Вашингтон на площади в сорок акров где раньше располагалось индейское кладбище.
Несчастные случаи стали происходить с самого начала строительства дома, в ходе работ погибли трое рабочих, не считая управляющего строительством, который был застрелен одним из строителей. Одному из рабочих отрубило голову сорвавшимся во время установки стеклом; второй свернул шею, упав со строительных лесов; третий подавился яблоком. Всего после Второй мировой войны, в доме исчезло двадцать три человека (восемнадцать женщин и пять мужчин).
В наше время профессор парапсихологии Джойс Риордон фанатически хочет доказать существование «другого мира» и заодно раскрыть тайну «Красной розы». Ей в этом помогает правнук Эллен и Джона Римбауер — Стивен, унаследовавший особняк. В детстве, когда мальчик однажды оказался в этом доме, он столкнулся с чем-то паранормальным. Стивен хочет снести зловещий особняк. Джойс собирает команду экстрасенсов, пытаясь обнаружить научные доказательства существования привидений.

## В ролях
- Нэнси Трэвис (Nancy Travis) — Профессор Джойс Риордон
- Мэтт Кислар (Matt Keeslar) — Стивен Римбауер
- Мелани Лински (Melanie Lynskey) — Рейчел Уитон
- Кимберли Браун (Kimberly J. Brown) — Энни Уитон
- Джудит Айви (Judith Ivey) — Кэти Крамер
- Мэтт Росс (Matt Ross) — Эмри Уотерман
- Эмили Дешанель (Emily Deschanel) — Пэм Эшбери
- Джулиан Сэндс (Julian Sands) — Ник Гардвей
- Кевин Тай (Kevin Tighe) — Виктор Кандински

Сам Стивен Кинг снялся в фильме в эпизодической роли разносчика пиццы.